# Martie Maguire
Martha Elenor Maguire, detta Martie (nata Martha Elenor Erwin; York, 12 ottobre 1969), è una musicista statunitense nota come membro fondatore del gruppo alternative country femminile Dixie Chicks.

## Carriera
Insieme alla sorella Emily Robison è uno dei membri fondatori del gruppo country Dixie Chicks, nato nel 1989 a Dallas, di cui fa parte anche la cantante Natalie Maines.
All'interno della band suona il violino, la viola e il mandolino.
Ha cominciato a prendere lezioni di violino all'età di cinque anni e ai tempi della scuola faceva parte di una piccola orchestra.
Nel 2001 ha sposato l'irlandese Gareth Maguire che ha conosciuto in occasione di un concerto del gruppo a Dublino e dal quale, nel 2004, ha avuto due gemelle Eva Ruth e Kathleen Emilie, e nel 2008 un'altra bambina, Harper Rosie Maguire. Hanno divorziato nel 2013.